# IEEE 802.11ax
IEEE 802.11ax, també anomenat Wi-Fi 6 per la Wi-Fi Alliance, és una modificació de l'estàndard 802.11 per WLAN desenvolupat pel grup de treball 11 del comitè d'estàndards LAN/MAN del IEEE (IEEE 802), que millora l'eficiència espectral. Es preveu una velocitat de transmissió de 10 Gbit/s i treballa en les bandes ISM de 2,4 GHz i 5 GHz. IEEE 802.11ax ratificat el 2019. Wi-Fi 6E designa els productes que també disposen de la nova banda de 6 GHz.
Característiques destacades de l'IEEE 802.11ax:
- Compatible endarrere amb els protocols 802.11a/b/g/n/ac.
- Augment de l'eficiència per un factor de 4.
- Velocitats i amplada de banda similars a IEEE 802.11ac exceptuant la modulació que és 1024-QAM.
- Enllaços mitjançant tecnologia MU-MIMO i OFDMA.
- La nova banda de 5 GHz és opcional. La norma ETSI EN 301 893 a la CE. La banda de 2,4 GHz li aplica la norma ETSI EN 300 328 de la CE.
- La nova banda de 6 GHz li aplica la futura normativa ETSI TR 103 524[7] de la CE.

Velocitats màximes per un enllaç únic:
| Tipus de modulació. | Velocitat en Mbit/s amb canal amplada de banda de 20 MHz | Velocitat en Mbit/s amb canal amplada de banda de 40 MHz | Velocitat en Mbit/s amb canal amplada de banda de 80 MHz | Velocitat en Mbit/s amb canal amplada de banda de 160 MHz |
| ------------------- | -------------------------------------------------------- | -------------------------------------------------------- | -------------------------------------------------------- | --------------------------------------------------------- |
| BPSK                | 4 Mbits/s                                                | 9 Mbits/s                                                | 18 Mbits/s                                               | 36 Mbits/s                                                |
| QPSK                | 26 Mbits/s                                               | 52 Mbits/s                                               | 108 Mbits/s                                              | 216 Mbits/s                                               |
| 16-QAM              | 52 Mbits/s                                               | 103 Mbits/s                                              | 216 Mbits/s                                              | 432 Mbits/s                                               |
| 64-QAM              | 86 Mbits/s                                               | 172 Mbits/s                                              | 360 Mbits/s                                              | 721 Mbits/s                                               |
| 256-QAM             | 115 Mbits/s                                              | 229 Mbits/s                                              | 480 Mbits/s                                              | 961 Mbits/s                                               |
| 1024-QAM            | 143 Mbits/s                                              | 287 Mbits/s                                              | 600 Mbits/s                                              | 1201 Mbits/s                                              |